# Tagblumen
Tagblumen (Commelina) sind eine Gattung der Familie der Commelinagewächse (Commelinaceae). Die 170 bis 200 Arten gedeihen von den Subtropen bis Tropen.

## Beschreibung

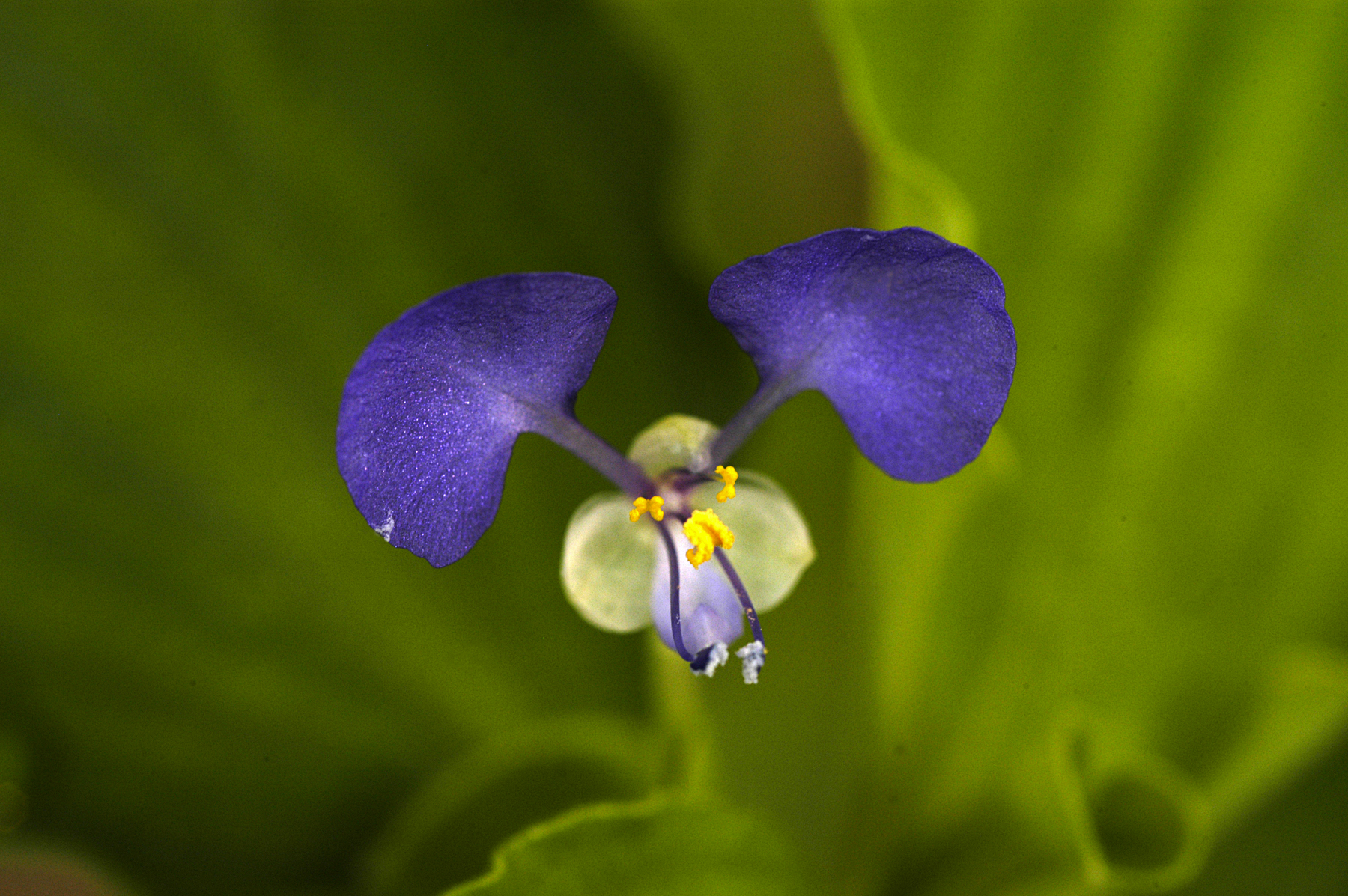
Zygomorphe Blüte von Commelina benghalensis

### Vegetative Merkmale
Commelina-Arten sind einjährige oder ausdauernde krautige Pflanzen. Sie besitzen faserige oder knollenbildende Wurzeln. Die Stängel sind kriechend oder aufrecht, manchmal rhizomartig verdickt, aber es sind keine Rhizome vorhanden. Die wechselständige zweizeilig oder spiralig am Stängel angeordneten Laubblätter sind sitzend oder besitzen kurze Blattstiele.

### Generative Merkmale
Endständig stehen ein oder zwei zymöse Blütenstände in einem spathaartigen Hochblatt oder zwei gegenständigen Hochblättern. Die deutlich gestielten, zygomorphen Blüten sind kleistogam zwittrig oder polygam, wobei einige Blüten dann ausschließlich männliche Fortpflanzungsorgane ausbilden. Die beiden Blütenhüllblattkreise sind deutlich verschieden. Die drei Kelchblätter stehen frei oder beinahe frei und sind untereinander verschieden geformt, die äußersten zwei sind oft haubenartig verwachsen. Die drei blau oder weiß gefärbten Kronblätter stehen frei, sind unterschiedlich geformt, wobei das unterste sehr klein sein kann, so dass es gelegentlich scheint, als würde es fehlen. Die oberen zwei sind an der Basis genagelt und besitzen einen deutlich vergrößerten oberen Teil. Von den sechs Staubblättern sind drei fertil (fruchtbar), diese besitzen ellipsoide oder sattel-artig geformte Staubbeutel, die sterilen Staubblätter (Staminodien) sind X-förmig. Die Staubfäden aller Staubfäden sind unbehaart. Der sitzende Fruchtknoten ist kahl, zwei- bis dreikammerig mit einer bis zwei Samenanlagen je Kammer.
Die trockenen Kapselfrüchte sind zwei- bis dreifächerig und bei Reife springen auf. Die Samen besitzen eine glatte Oberfläche oder sind mit verschiedenartigen Markierungen versehen, sie weisen ein gerade geformtes Hilum (Keimpunkt) auf.
Die Chromosomengrundzahl beträgt x = 11 bis 15.

## Systematik

### Taxonomie
Die Gattung Commelina wurde 1753 durch Carl von Linné in Species Plantarum, Tomus I, Seite 40 aufgestellt. Der Gattungsname Commelina ehrt die holländischen Botaniker Jan Commelin und Caspar Commelin. Charles Plumier benannte 1703 den Commelins zu Ehren diese Gattung. Später übernahm Carl von Linné diesen Namen. Lectotypus ist Commelina communis L. Synonyme für Commelina L. sind Athyrocarpus Schltdl. ex Benth. nom. illeg., Commelinopsis Pichon, Phaeosphaerion Hassk., Allosperma Raf., Allotria Raf., Ananthopus Raf., Dirtea Raf., Disecocarpus Hassk., Erxlebia Medik., Eudipetala Raf., Hedwigia Medik., Heterocarpus Wight, Isanthina Rchb. ex Steud., Larnalles Raf., Lechea Lour., Nephralles Raf., Omphalotheca Hassk., Ovidia Raf., Spathodithyros Hassk., Tapheocarpa Conran, Trithyrocarpus Hassk.

### Äußere Systematik
Die Gattung Commelina gehört zur Tribus Commelineae in der Unterfamilie der Commelinoideae innerhalb der Familie der Commelinaceae.

### Arten und ihre Verbreitung
Die Gattung Commelina umfasst 170 bis 200 Arten:
| Arten der Gattung Commelina |
| - Commelina acutispatha De Wild.: Sie kommt vom tropischen Westafrika bis ins südwestliche Uganda vor. - Commelina acutissima Urb.: Dieser Endemit kommt nur in der Dominikanischen Republik vor. - Commelina africana L.: Es gibt Unterarten und Varietäten: - Commelina africana L. subsp. africana: Sie ist in Afrika, auf der Arabischen Halbinsel und in Madagaskar verbreitet. - Commelina africana var. glabriuscula (Norl.) Brenan: Sie kommt von Ostafrika bis ins südliche Afrika vor. - Commelina africana var. karooica (C.B.Clarke) Govaerts: Sie kommt im südlichen Afrika vor. - Commelina africana var. krebsiana (Kunth) C.B.Clarke: Sie kommt im südlichen Afrika und auf den Komoren vor. - Commelina africana var. lancispatha C.B.Clarke: Sie ist vom tropischen bis südlichen Afrika verbreitet. - Commelina africana var. milleri Brenan: Sie kommt von Kenia über Malawi, Tansania, Uganda, Sambia, Simbabwe bis Botswana sowie Namibia vor. - Commelina africana var. villosior (C.B.Clarke) Brenan: Sie ist in Afrika, auf der Arabischen Halbinsel und in Madagaskar verbreitet. - Commelina africana subsp. zanzibarica Faden: Sie wurde 2012 aus dem südöstlichen Kenia sowie östlichen Tansania erstbeschrieben. - Commelina agrostophylla F.Muell.: Sie kommt von Timor bis zum nördlichen Australien vor. - Commelina albescens Hassk.: Sie kommt von Eritrea bis Malawi, auf der Arabischen Halbinsel und von Pakistan bis ins westliche Indien vor. - Commelina albiflora Faden: Sie kommt nur im westlichen Kenia vor. - Commelina amplexicaulis Hassk.: Sie kommt nur in Äthiopien vor. - Commelina andamanica S.M.Joseph & Nampy: Sie wurde 2013 von den Andamanen, den Nikobaren und dem südwestlichen Indien erstbeschrieben. - Commelina appendiculata C.B.Clarke: Sie kommt vom östlichen Himalaja bis Vietnam und auf Sri Lanka vor. - Commelina aquatica J.K.Morton: Diese Sumpfpflanze kommt nur in Ghana vor. - Commelina arenicola Faden: Dieser Endemit kommt nur im südlichen Somalia vor. - Commelina ascendens J.K.Morton: Sie kommt in Ghana und in Nigeria vor. - Commelina aspera G.Don ex Benth.: Es gibt seit 2012 zwei Varietäten in Afrika: - Commelina aspera G.Don ex Benth. var. aspera: Sie ist vom tropischen Afrika bis ins nördliche Botswana verbreitet. - Commelina aspera var. opulens (C.B.Clarke) Faden (Syn.: Commelina opulens C.B.Clarke): Diese Neukombination erfolgte 2012. Sie ist tropischen Afrika verbreitet. - Commelina attenuata K.D.Koenig ex Vahl: Sie kommt in Indien, Assam, Sri Lanka und auf den Andamanen vor. - Commelina aurantiiflora Faden & Raynsf.: Sie wurde 1994 erstbeschrieben und kommt vom südwestlichen Tansania über Malawi bis Sambia vor. - Commelina auriculata Blume: Sie kommt von Japan bis ins westliche Malesien vor. - Commelina avenifolia J.Graham: Sie kommt in Indien vor. - Commelina badamica Nandikar & Gurav: Sie wurde 2015 aus dem indischen Bundesstaat Karnataka erstbeschrieben. - Commelina bambusifolia Matuda: Sie kommt im zentralen Mexiko vor. - Commelina bambusifolioides Matuda - Commelina bangii Rusby - Commelina barbata Lam.: Sie kommt in Madagaskar und auf den Maskarenen vor. - Commelina beccariana Martelli: Dieser Endemit kommt nur in Äthiopien vor. - Commelina bella Oberm.: Sie kommt im südlichen Afrika vor. - Commelina benghalensis L.: Sie kommt in Afrika, auf der Arabischen Halbinsel und in Asien vor. Sie kann nur in Gegenden mit sehr gemäßigtem Klima im Freien kultiviert werden. Ihre Chromosomenzahl beträgt 2n = 22. - Commelina bequaertii De Wild.: Sie kommt nur in der Demokratischen Republik Kongo vor. - Commelina bicaeruloflora S.S.Ying: Sie wurde 2023 aus Taiwan erstbeschrieben. - Commelina boissieriana C.B.Clarke: Sie kommt in Ägypten, Eritrea und Äthiopien vor. - Commelina bracteosa Hassk.. Mit den Unterarten und Varietäten: - Commelina bracteosa subsp. bracteosa: Sie kommt im tropischen Afrika vor. - Commelina bracteosa var. lagosensis (C.B.Clarke) Faden: Sie kommt von tropischen Westafrika bis Tansania und Sambia vor. - Commelina bracteosa subsp. rhizomifera Faden: Sie wurde 2012 aus Zaire, Tansania, Angola und Sambia erstbeschrieben. - Commelina bravoa Matuda: Sie kommt in Mexiko vor. - Commelina calandrinioides (F.Muell.) Zuntini & Frankel: Dieser Endemit kommt nur im nördlichen Queensland vor. - Commelina cameroonensis J.K.Morton: Sie kommt von Kamerun bis Nigeria vor. - Commelina capitata Benth.: Sie kommt im tropischen Afrika vor. - Commelina caroliniana Walter: Sie kommt auf dem Indischen Subkontinent vor. - Commelina catharinensis Hassemer, J.P.R.Ferreira, Funez & J.D.Medeiros: Sie wurde 2016 aus Brasilien erstbeschrieben. - Commelina chamissonis Klotzsch ex C.B.Clarke: Sie kommt auf den Philippinen vor. - Commelina chayaensis Faden: Sie wurde 2012 aus Tansania erstbeschrieben. - Commelina ciliata Stanley: Sie kommt nur im nördlichen Australien vor. - Commelina clarkeana K.Schum. - Commelina clavata C.B.Clarke: Sie kommt vom südlichen Indien und Sri Lanka bis Indochina und dem westlichen Malesien vor. - Commelina clavatoides Nampy & S.M.Joseph: Sie wurde 2012 aus dem indischen Bundesstaat Kerala erstbeschrieben. - Gewöhnliche Tagblume (Commelina communis L.): Sie kommt ursprünglich von Sibirien bis Japan und Indochina vor. In Japan wird sie als Färberpflanze kultiviert. Der blaue Farbstoff bildet den Grundstoff zum Färben des Awobanapapiers. Mit den Varietäten: - Commelina communis var. communis (Syn.: Commelina minor Y.N.Lee & Y.C.Oh): Als Neophyt ist sie in vielen Gegenden Norditaliens anzutreffen, wo sie an feuchten Standorten, an Kanälen, Hecken und Feldern, sogar in Gärten wuchert. Sie ist auch im südlichen Tessin eingebürgert. Die ökologischen Zeigerwerte nach Landolt et al. 2010 sind in der Schweiz: Feuchtezahl F = 3 (mäßig feucht), Lichtzahl L = 3 (halbschattig), Reaktionszahl R = 3 (schwach sauer bis neutral), Temperaturzahl T = 5 (sehr warm-kollin), Nährstoffzahl N = 3 (mäßig nährstoffarm bis mäßig nährstoffreich), Kontinentalitätszahl K = 2 (subozeanisch). - Commelina communis var. ludens (Miq.) C.B.Clarke: Sie kommt in China, Japan und den Nansei-Inseln vor. - Commelina congesta C.B.Clarke: Sie kommt vom westlichen tropischen Afrika bis Uganda vor. - Commelina congestipantha López-Ferr.: Sie kommt in Mexiko vor. - Commelina corbisieri De Wild.: Dieser Endemit kommt nur in der Demokratischen Republik Kongo vor. - Commelina corradii Chiov. ex Chiarugi: Dieser Endemit kommt nur in Äthiopien vor. - Commelina crassicaulis C.B.Clarke: Dieser Endemit kommt nur in Angola vor. - Commelina cufodontii Chiov.: Dieser Endemit kommt nur in Äthiopien vor. - Commelina cyanea R.Br.: Sie kommt in Australien vor. - Commelina dammeriana K.Schum.: Sie kommt nur in Angola vor. - Commelina danxiaensis Q.Fan, Long Y.Wang & W.Guo: Sie wurde 2023 aus Guangdong erstbeschrieben. - Commelina dekindtiana Fritsch: Dieser Endemit kommt nur in Angola vor. - Commelina demissa C.B.Clarke: Dieser Endemit kommt nur in Malawi vor. - Commelina dianthifolia Redouté: Die zwei Varietäten kommen von den westlich-zentralen und südlich-zentralen Vereinigten Staaten bis Guatemala vor. - Commelina dianthifolia Redouté var. dianthifolia - Commelina dianthifolia var. longispatha (Torr.) Brashier - Commelina dielsii Herter: Sie kommt von Argentinien bis ins westliche Uruguay vor. - Commelina diffusa Burm. f.: Sie kommt ursprünglich in Afrika, Jemen, Madagaskar und im südlichen bis östlichen Asien vor. Mit den Unterarten und Varietäten: - Commelina diffusa Burm. f. subsp. diffusa - Commelina diffusa var. gigas (Small) Faden - Commelina diffusa subsp. montana J.K.Morton - Commelina diffusa var. parva Kayama: Sie wurde 2017 aus den Nansei-Inseln erstbeschrieben. - Commelina diffusa subsp. violacea Faden - Commelina disperma Faden: Dieser Endemit kommt nur im westlichen Tansania vor. - Commelina droogmansiana De Wild.: Dieser Endemit kommt nur in der Demokratischen Republik Kongo vor. - Commelina eckloniana Kunth: Sie kommt von Äthiopien bis Südafrika vor. Mit sechs Unterarten: - Commelina eckloniana subsp. claessensii (De Wild.) Faden - Commelina eckloniana subsp. critica (De Wild.) Faden - Commelina eckloniana subsp. echinosperma (K.Schum.) Faden - Commelina eckloniana subsp. eckloniana - Commelina eckloniana subsp. nairobiensis (Faden) Faden - Commelina eckloniana subsp. thikaensis Faden - Commelina elliptica Kunth: Sie kommt von Mexiko bis Argentinien vor. - Commelina ensifolia R.Br.: Sie kommt in Indien, Sri Lanka und von Neuguinea bis Australien vor. - Commelina erecta L.: Sie kommt ursprünglich in Afrika, Arabien, in Nord-, Mittel- und Südamerika vor. Mit den Unterarten, Varietäten und Formen: - Commelina erecta var. angustifolia (Michx.) Fernald - Commelina erecta var. deamiana Fernald - Commelina erecta f. dielsii (Herter) Bacig. - Commelina erecta subsp. erecta (Syn.: Commelina guaranitica C.B.Clarke ex Chodat & Hassl.) - Commelina erecta f. hamipila (C.Wright ex Sauvalle) Brashier - Commelina erecta subsp. livingstonii (C.B.Clarke) J.K.Morton - Commelina erecta subsp. maritima (J.K.Morton) J.K.Morton - Commelina erecta f. roseopurpurea (Herter) Bacig. - Commelina fluviatilis Brenan: Sie kommt vom westlichen Tansania bis Botswana vor. - Commelina foliacea Chiov.: Sie kommt von Äthiopien bis Sambia vor. Mit den Unterarten: - Commelina foliacea subsp. amplexicaulis Faden - Commelina foliacea subsp. foliacea - Commelina forskaolii Vahl: Sie kommt in Afrika, auf der Arabischen Halbinsel und in Indien vor. - Commelina frutescens Faden: Sie kommt in Äthiopien und in Somalia vor. - Commelina gambiae C.B.Clarke: Sie kommt ursprünglich vom westlichen tropischen Afrika bis zum Tschad vor. - Commelina gelatinosa Edgew.: Sie kommt in Indien vor. - Commelina geniculata Ham.: Dieser Endemit kommt nur auf Hispaniola vor. - Commelina giorgii De Wild.: Sie kommt in der Demokratischen Republik Kongo vor. - Commelina gourmaensis A.Chev.: Dieser Endemit kommt nur in Guinea Bissau vor. - Commelina grandis Brenan: Dieser Endemit kommt nur in Sambia vor. - Commelina grossa C.B.Clarke: Sie kommt von Tansania bis Sambia vor. - Commelina haitiensis Urb. & Ekman: Dieser Endemit kommt nur in Haiti vor. - Commelina heterosperma Blatt. & Hallb.: Sie kommt im westlichen Indien vor. - Commelina hirsuta (Wight) Bedd.: Sie kommt in Indien vor. - Commelina hispida Ruiz & Pav.: Sie kommt von Peru bis Bolivien vor. - Commelina hockii De Wild.: Sie kommt vom südwestlichen Tansania bis Sambia vor. - Commelina holubii C.B.Clarke: Dieser Endemit kommt nur in Simbabwe vor. - Commelina homblei De Wild.: Dieser Endemit kommt nur in der Demokratischen Republik Kongo vor. - Commelina huillensis Welw. ex C.B.Clarke: Dieser Endemit kommt nur in Angola vor. - Commelina humblotii H.Perrier: Sie kommt in Madagaskar vor. - Commelina huntii M.Pell.: Sie wurde 2017 aus Brasilien erstbeschrieben. - Commelina imberbis Ehrenb. ex Hassk.: Sie kommt in Afrika, Madagaskar und auf der Arabischen Halbinsel vor. - Commelina indehiscens E.Barnes: Sie kommt im südlichen Indien und in Sri Lanka vor. - Commelina irumuensis De Wild.: Dieser Endemit kommt nur in der Demokratischen Republik Kongo vor. - Commelina jaliscana Matuda: Dieser Endemit kommt nur im südwestlichen Mexiko vor. - Commelina jamesonii C.B.Clarke: Sie kommt von Ecuador bis Peru vor. - Commelina kapiriensis De Wild.: Dieser Endemit kommt nur in der Demokratischen Republik Kongo vor. - Commelina kilanga De Wild.: Dieser Endemit kommt nur in der Demokratischen Republik Kongo vor. - Commelina kisantuensis De Wild.: Dieser Endemit kommt nur in der Demokratischen Republik Kongo vor. - Commelina kitaleensis Faden: Sie wurde 2012 aus Kenia erstbeschrieben. - Commelina kituloensis Faden: Sie kommt vom südwestlichen Tansania bis ins nordöstliche Sambia vor. - Commelina kotschyi Hassk.: Sie kommt in Afrika und in Indien vor. - Commelina lanceolata R.Br.: Sie kommt in Australien vor. - Commelina latifolia Hochst. ex A.Rich.: Es gibt seit 2012 zwei Varietäten: - Commelina latifolia Hochst. ex A.Rich. var. latifolia: Sie kommt von der südwestlichen Arabischen Halbinsel und Äthiopien bis Tansania und die Demokratische Republik Kongo vor. - Commelina latifolia var. undulatifolia Faden: Sie wurde 2012 erstbeschrieben und kommt in Ostafrika von Äthiopien über Kenia bis ins nördlichen Tansania vor. - Commelina leiocarpa Benth.: Sie kommt von Mexiko bis Venezuela vor. - Commelina littoralis M.C.Naik & Nandikar: Sie wurde 2019 von den Andamanen erstbeschrieben. - Commelina longicapsa C.B.Clarke: Sie kommt im westlichen und westlich-zentralen tropischen Afrika vor. - Commelina longicaulis Jacq.: Sie kommt in Südamerika vor. - Commelina longifolia Lam.: Sie kommt von Indien und den Seychellen bis China und Java vor. - Commelina loureiroi Kunth: Sie kommt im südöstlichen China vor. - Commelina lukei Faden: Sie kommt von Kenia bis Sansibar und auf Madagaskar vor. - Commelina lukonzolwensis De Wild.: Dieser Endemit kommt nur in der Demokratischen Republik Kongo vor. - Commelina luteiflora De Wild.: Dieser Endemit kommt nur in der Demokratischen Republik Kongo vor. - Commelina luzonensis Elmer: Sie kommt auf den Philippinen vor. - Commelina macrospatha Gilg & Ledermann ex Mildbr.: Sie kommt im westlichen und im zentralen tropischen Afrika vor. - Commelina macrosperma J.K.Morton: Sie kommt im westlichen tropischen Afrika vor. - Commelina maculata Edgew.: Sie kommt von Indien und dem Himalaja bis Malaysia vor. - Commelina madagascarica C.B.Clarke: Sie kommt in Madagaskar vor. - Commelina major H.Perrier: Sie kommt in Madagaskar vor. - Commelina martyrum H.Lév.: Dieser Endemit kommt nur in Korea vor. - Commelina mascarenica C.B.Clarke: Sie kommt von Somalia bis Mosambik, auf Madagaskar und den Komoren vor. - Commelina melanorrhiza Faden: Dieser Endemit kommt nur in Kenia vor. - Commelina membranacea Robyns: Dieser Endemit kommt nur in der Demokratischen Republik Kongo vor. - Commelina mensensis Schweinf.: Dieser Endemit kommt nur in Eritrea vor. - Commelina merkeri K.Schum.: Dieser Endemit kommt nur in Tansania vor. - Commelina microspatha K.Schum.: Dieser Endemit kommt nur in Äthiopien vor. - Commelina milne-redheadii Faden: Sie kommt in Sambia, Angola und in der Demokratischen Republik Kongo vor. - Commelina modesta Oberm.: Sie kommt in Südafrika vor. - Commelina montigena H.Perrier: Sie kommt in Madagaskar vor. - Commelina mwatayamvoana P.A.Duvign. & Dewit: Dieser Endemit kommt nur in der Demokratischen Republik Kongo vor. - Commelina neurophylla C.B.Clarke: Sie kommt von Burundi bis ins südliche tropische Afrika vor. - Commelina nigritana Benth.: Sie kommt im tropischen Afrika vor. Mit zwei Unterarten, die 2012 erstbeschrieben wurden:: - Commelina nigritana Benth. subsp. aggregata Faden - Commelina nigritana subsp. nigritana - Commelina nivea López-Ferr., Espejo & Ceja: Dieser Endemit kommt nur in der mexikanischen Provinz Durango vor. - Commelina nyasensis C.B.Clarke: Sie kommt von Tansania bis ins tropischen südlichen Afrika vor. - Commelina obliqua Vahl (Syn.: Commelina mathewsii (C.B.Clarke) Faden & D.R.Hunt): Sie kommt von Mexiko bis Argentinien vor. - Commelina oligotricha Miq.: Sie kommt im westlichen Malesien vor. - Commelina orchidophylla Faden & Layton: Dieser Endemit kommt nur in der Demokratischen Republik Kongo vor. - Commelina paleata Hassk.: Sie kommt im südlichen Indien, in Bangladesch und im westlichen Malesien vor. - Commelina pallida Willd.: Sie kommt in Mexiko, Honduras und Nicaragua vor. - Commelina pallidispatha Faden: Sie wurde 2012 aus Tansania erstbeschrieben. - Commelina paludosa Blume: Sie kommt im tropischen und subtropischen Asien vor. - Commelina petersii Hassk.: Sie kommt in Afrika, Indien, Sri Lanka und in Myanmar vor. - Commelina phaeochaeta Chiov.: Dieser Endemit kommt nur in Äthiopien vor. - Commelina platyphylla Klotzsch ex Seub.: Sie kommt von Guayana bis Uruguay vor. - Commelina polhillii Faden & M.H.Alford: Dieser Endemit kommt nur in Tansania vor. Mit den Unterarten: - Commelina polhillii subsp. kucharii Faden: Sie wurde 2012 aus Tansania erstbeschrieben. - Commelina polhillii subsp. polhillii - Commelina pseudopurpurea Faden: Dieser Endemit kommt nur in Tansania vor. - Commelina pseudoscaposa De Wild.: Dieser Endemit kommt nur in der Demokratischen Republik Kongo vor. - Commelina purpurea C.B.Clarke: Sie kommt vom südlichen Sudan bis Tansania und zur Demokratischen Republik Kongo vor. - Commelina pycnospatha Brenan: Sie kommt von Tansania bis Sambia vor. - Commelina pynaertii De Wild.: Dieser Endemit kommt nur in der Demokratischen Republik Kongo vor. - Commelina quarrei De Wild.: Dieser Endemit kommt nur in der Demokratischen Republik Kongo vor. - Commelina queretarensis López-Ferr., Espejo & Ceja: Sie kommt in Mexiko vor. - Commelina quitensis Benth.: Sie kommt in Ecuador und Bolivien vor. - Commelina ramosissima López-Ferr., Espejo & Ceja: Sie kommt in Mexiko vor. - Commelina ramulosa (C.B.Clarke) H.Perrier: Sie kommt in Madagaskar, auf den Seychellen und in Sansibar vor. - Commelina rebmanii León de la Luz: Sie wurde 2019 aus Mexiko erstbeschrieben. - Commelina reflexa Rusby: Dieser Endemit kommt nur im westlichen Bolivien vor. - Commelina reptans Brenan: Sie kommt vom südlichen Äthiopien bis Burundi und dem nördlichen Tansania vor. - Commelina reticulata Stanley: Dieser Endemit kommt nur im australischen Bundesstaat Western Australia vor. - Commelina reygaertii De Wild.: Dieser Endemit kommt nur in der Demokratischen Republik Kongo vor. - Commelina rhodesica Norl.: Dieser Endemit kommt nur in Simbabwe vor. - Commelina robynsii De Wild.: Dieser Endemit kommt nur in der Demokratischen Republik Kongo vor. - Commelina roensis M.D.Barrett & R.L.Barrett: Sie wurde 2015 aus Western Australia erstbeschrieben. - Commelina rogersii Burtt Davy: Dieser Endemit kommt nur in Limpopo vor. - Commelina rosulata Faden & Layton: Dieser Endemit kommt nur in der Demokratischen Republik Kongo vor. - Commelina ruandensis De Wild.: Dieser Endemit kommt nur in der Demokratischen Republik Kongo vor. - Commelina rufipes Seub.: Sie kommt von Mexiko bis Brasilien vor. - Commelina rupestris Nandikar & Gurav: Sie wurde 2018 aus dem indischen Bundesstaat Karnataka erstbeschrieben. - Commelina rupicola Font Quer ex Emb. & Maire: Dieser Endemit kommt nur im südwestlichen Marokko vor. - Commelina rzedowskii López-Ferr., Espejo & Ceja: Sie kommt in Mexiko vor. - Commelina saxatilis H.Perrier: Sie kommt in Madagaskar vor. - Commelina saxosa De Wild.: Sie kommt von Uganda bis Sambia vor. - Commelina scabra Benth.: Sie kommt in Mexiko vor. - Commelina scandens Welw. ex C.B.Clarke: Sie kommt vom südlichen Tansania bis Namibia vor. - Commelina scaposa C.B.Clarke ex De Wild. & T.Durand: Sie kommt vom westlichen Tansania bis ins östliche Angola vor. - Commelina schinzii C.B.Clarke in T.A.Durand & H.Schinz: Sie kommt in Madagaskar vor. - Commelina schliebenii Mildbr.: Dieser Endemit kommt nur im südwestlichen Tansania vor. - Commelina schweinfurthii C.B.Clarke. Sie wurden 2012 aus Afrika erstbeschrieben und enthält drei Unterarten: - Commelina schweinfurthii subsp. carsonii (C.B.Clarke) Faden - Commelina schweinfurthii subsp. cecilae (C.B.Clarke) Faden - Commelina schweinfurthii C.B.Clarke subsp. schweinfurthii - Commelina shinsendaensis De Wild.: Dieser Endemit kommt nur in der Demokratischen Republik Kongo vor. - Commelina sikkimensis C.B.Clarke: Sie kommt von Sikkim und Bangladesch bis Malaysia vor. - Commelina singularis Vell.: Sie kommt in Brasilien vor. - Commelina socorrogonzaleziae Espejo & López-Ferr.: Sie kommt in Mexiko vor. - Commelina somalensis Chiov.: Dieser Endemit kommt nur in Somalia vor. - Commelina spectabilis C.B.Clarke: Dieser Endemit kommt nur in Angola vor. Mit den Varietäten: - Commelina spectabilis var. ramosa C.B.Clarke - Commelina spectabilis C.B.Clarke var. spectabilis - Commelina sphaerorrhizoma Faden & Layton: Sie kommt von der südlichen Demokratischen Republik Kongo bis Angola vor. - Commelina standleyi Steyerm.: Sie kommt von Mexiko bis Panama vor. - Commelina stefaniniana Chiov.: Sie kommt von Äthiopien bis ins nördliche Kenia vor. - Commelina subcucullata C.B.Clarke: Dieser Endemit kommt nur in Malawi vor. - Commelina subscabrifolia De Wild.: Dieser Endemit kommt nur in der Demokratischen Republik Kongo vor. - Commelina subulata Roth: Sie kommt in Afrika, auf der Arabischen Halbinsel und im südlichen Indien vor. - Commelina suffruticosa Blume: Sie kommt vom Himalaja bis China und dem westlichen Malesien vor. Sie kommt in der Demokratischen Republik Kongo vor. - Commelina sulcatisperma Faden: Sie wurde 2012 aus Tansania erstbeschrieben. - Commelina sylvatica De Wild.: Dieser Endemit kommt nur in der Demokratischen Republik Kongo vor. - Commelina texcocana Matuda: Sie kommt von Mexiko bis Costa Rica vor. - Commelina trachysperma Chiov.: Dieser Endemit kommt nur in Eritrea vor. - Commelina transversifolia De Wild.: Sie kommt in der Demokratischen Republik Kongo vor. - Commelina triangulispatha Mildbr.: Sie kommt von der Demokratischen Republik Kongo bis ins östliche tropische Afrika vor. - Commelina tricarinata Stanley: Sie kommt nur im nördlichen Australien vor. - Commelina tricolor E.Barnes: Sie kommt nur im südlichen Indien vor. - Commelina trilobosperma K.Schum.: Sie kommt von Uganda bis ins nördliche Tansania vor. - Himmelblaue Tagblume (Commelina tuberosa L., Syn.: Commelina acuminata Kunth nom. illeg., Commelina alpestris Standl. & Steyerm., Commelina cayennensis var. pubescens Griseb., Commelina clandestina Mart., Commelina clandestina Kunth, nom. illeg. Commelina coelestis Willd., Commelina dubia Kunth, Commelina dubia Redouté nom. illeg., Commelina fasciculata Ruiz & Pav., Commelina fasciculata subsp. chacoensis Slanis & Bulacio, Commelina glabra Baker nom. illeg., Commelina gracilis Hook. nom. illeg., Commelina graminifolia Kunth, Commelina graminifolia var. clandestina C.B.Clarke, Commelina intermedia Schltdl., Commelina japonica Kunth, Commelina longicaulis Kunth nom. illeg., Commelina nervosa Ruiz & Pav. nom. illeg., Commelina nilagirica Steud. ex C.B.Clarke, Commelina pallida var. parviflora C.B.Clarke, Commelina paniculata Kunth nom. illeg., Commelina parviflora Rchb. nom. illeg., Commelina quitensis var. mandonii C.B.Clarke, Commelina scapigera Kunth, Commelina tuberosa var. coelestis (Willd.) D.R.Hunt, Commelina tuberosa var. inflata M.Martens & Galeotti, Commelina tuberosa var. nana M.Martens & Galeotti): Sie ist ursprünglich von Mexiko bis Argentinien verbreitet. - Commelina umbellata Schumach. & Thonn.: Sie kommt in Ghana, Niger und Kenia vor. - Commelina undulata R.Br.: Sie kommt von Pakistan bis zu den Philippinen und im nördlichen Australien vor. - Commelina ussilensis Schweinf.: Dieser Endemit kommt nur auf der Arabischen Halbinsel vor. - Commelina velutina Mildbr.: Dieser Endemit kommt nur in Kamerun vor. - Commelina vermoesenii De Wild.: Dieser Endemit kommt nur in der Demokratischen Republik Kongo vor. - Commelina virginica L.: Sie kommt von den zentralen bis östlichen Vereinigten Staaten vor, sie verwildert leicht. - Commelina welwitschii C.B.Clarke: Dieser Endemit kommt nur in Angola vor. - Commelina wightii Raizada: Sie kommt im westlichen und im südlichen Indien vor. - Commelina zambesica C.B.Clarke: Sie kommt vom tropischen bis südlichen Afrika vor. - Commelina zenkeri C.B.Clarke: Sie kommt in Kamerun und Uganda vor. - Commelina zeylanica Falkenb.: Dieser Endemit kommt nur in Sri Lanka vor. - Commelina zigzag P.A.Duvign. & Dewit: Dieser Endemit kommt nur in der Demokratischen Republik Kongo vor. |